# Castillo de Monda
El castillo de Monda, también denominado castillo de la Villeta, son los restos de una fortificación situada en el casco urbano de la localidad malagueña de Monda, España. Cuentan con la protección de la Declaración genérica del Decreto de 22 de abril de 1949, y la Ley 16/1985 sobre el Patrimonio Histórico Español.
Actualmente es un hotel boutique con cuatro estrellas.

## Descripción
El castillo se sitúa sobre un promontorio calizo a más de trescientos metros sobre el nivel del mar. Se trata de una construcción cuyas primeras fases se originan en entre los siglos IX-X, pero no es hasta el siglo XII cuando los almohades construyan su recinto principal, dotado de dos elementos: albacar al oeste y celoquia al este, con algunas torres y un aljibe. En época nazarí el albacar y la celoquia reciben una importante reestructuración por motivos prácticos, por un lado, al objeto de hacer frente a una amenazante pirobalística que todavía está en pañales y, por otro lado, ideológicos, al emplear la mampostería enripiada sobre la obra anterior almohade. Son los nazaríes quienes también terminen de completar el conjunto pues en la falda norte del cerro donde se asienta el castillo, que desde época almohade se fue concentrando la población hasta configurar una alquería con casi un centenar de viviendas, levantaron una muralla de más de trescientos metros de desarrollo con torres y algunos accesos que hoy día se encuentra en un grave estado de conservación.
Las obras de restauración que comenzaron en los años setenta se vieron frenadas a finales de esa misma década por cuestiones adversas a su promotor, quedando varias estructuras constructivas en lo alto del cerro que afeaban el conjunto. Más tarde, entre 1989 y 1991, unos promotores extranjeros construyeron el hotel El Castillo de Monda. Previamente se realizó una excavación de urgencia que puso de relevancia el interés de los restos aparecidos, pero el proyecto siguió adelante sin contemplar ni la integración de los restos ni la puesta en valor del resto de elementos (torres, murallas, aljibe...).

## Historia
No existe documentación escrita del castillo de la Villeta hasta su toma por las fuerzas cristianas en el proceso de conquista del Reino Nazarí de Granada y la información que se ofrece es breve y concisa. En el Libro de Apeo y Repartimiento, de 1572, se recoge algunos testimonios del estado en que quedó la fortaleza y la alquería tras su destrucción, pero no se ofrecen grandes detalles. Se conserva testimonios de eruditos (Pérez Bayer), viajeros (Francis Carter) o algún que otro investigador ocasional (Domingo Belestá), especialmente en el siglo XVIII, que hacen sucintas referencias al castillo, así como algunos dibujos de los siglos XVI y XVIII, la mayoría simples esbozos, salvo alguno, algo más fiel que representan unos interesantes testimonios gráficos.
Los primeros estudios que sobre el castillo se realizaron tuvieron lugar en los años setenta y ochenta de la centuria pasada. Gracias a esos estudios y trabajos se sabe que en el cerro de la Villeta hubo una primera ocupación entre los siglos IX-X, un hins-refugio relacionado con la revuelta de Omar ben Hafsún. Tras su derrota por Abderramán III y el período de paz que sucedió, el cerro quedó deshabitado hasta que los almohades, hacia el siglo XII, lo reocupen y levanten en él una fortaleza donde destacaría por su singularidad la torre poligonal del ángulo oeste (en la provincia de Málaga sólo existen dos de estas torres, la del castillo de Monda y la del castillo de Bentomiz), compuesta por un zócalo de sillarejo y un alzado de tapial, en la que se conserva parte de los enlucidos y de la decoración a base de cordones de eternidad.
Tras la caída de los almohades y el avance de la frontera cristiana, es la dinastía nazarí con capital en Granada la que logra configurar un nuevo estado islámico y reestructurar todo el aparato militar del último estado islámico de la península ibérica. Numerosas fortalezas son reestructuradas y refortificadas, recibiendo algunas unas profundas transformaciones relacionadas, en gran medida, con el desarrollo de la pirobalística. Entre esas fortalezas se encuentra el castillo de la Villeta, cuya torre poligonal recibe un forro cuadrangular de mampostería, además de reforzarse el conjunto con una zapata semicircular. El resto del albacar y de la celoquia se reconfigura a base de mampostería, tanto torres como murallas, y se dota al conjunto por su ladera norte de una gran muralla que envuelve el caserío de viviendas, la vieja alquería o villa vieja. Esta muralla, que se adapta a la irregularidad del terreno, poseía varias torres y al menos una entrada. 
El imparable avance cristiano a finales del siglo XV consiguió la rendición de Ronda, la ciudad más importante del entorno, por lo que decenas de pequeñas poblaciones se rindieron a las tropas invasoras, Monda entre ellas. Tras unos años de ocupación por los militares cristianos, se decidió su desmantelamiento, al igual que decenas de fortalezas, del difunto Reino Nazarí de Granada, para evitar posibles levantamientos de la población mudéjar sometida.